# Kamp Klandasan
Kamp Klandasan was een Japans interneringskamp in de stad Balikpapan op het eiland Borneo tijdens de Japanse bezetting van Nederlands-Indië op 20 februari 1942 en van mei 1942  tot april 1943. Het kamp bevond zich in koelieloodsen van de Bataafse Petroleum Maatschappij (BPM) in het havengebied.

## Eerste groep krijgsgevangenen, vermoord op het strand
Na de Slag om Balikpapan werd de stad op 20 februari 1942 door de Japanse troepen ingenomen. Vanwege de olie-industrie was Balikpapan een belangrijk doelwit voor de Japanners. Na de capitulatie werden krijgsgevangenen ondergebracht in loodsen van de BPM. Nog dezelfde dag moesten de krijgsgevangenen en overige Nederlanders, in totaal 78 gevangenen, ter hoogte van het oude fort Klandasan naar de kust lopen. Op het strand werden de Officier van Gezondheid en de hoofdinspecteur van politie onthoofd. De overigen moesten tot borsthoogte zee in lopen en werden één voor één neergeschoten. De plaatselijke bevolking werd gedwongen deze moordpartij te aanschouwen. 
Als reden voor deze massamoord wordt genoemd dat de commandant van de Japanse troepen ontstemd was dat in opdracht van de commandant alle belangrijke bruggen en olie-installaties waren opgeblazen en in brand gestoken.

## Volgende groep
Op 6 juni 1942 werden in de loodsen op de Klandasan 450 gevangenen ondergebracht afkomstig van het Artillerie-kampement op Tarakan. Deze groep is in april 1943 overgeplaatst naar het KNIL kampement aan de oostzijde van Balikpapan.